# Buniapone amblyops

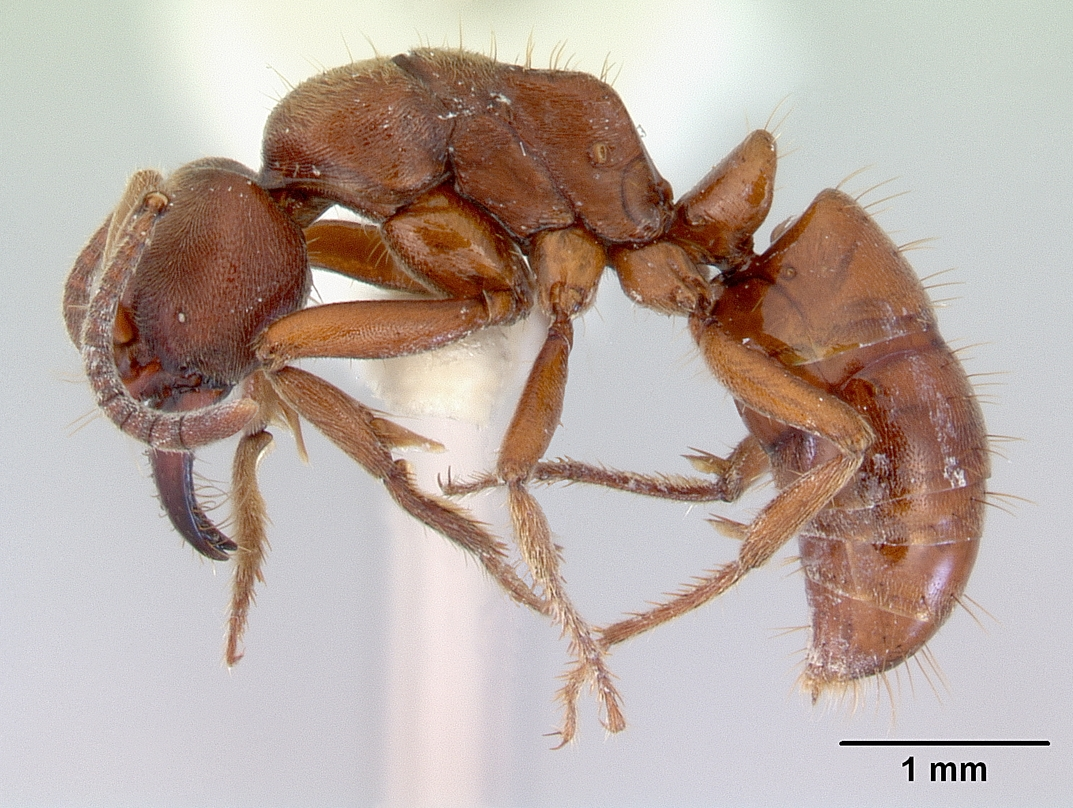
Buniapone amblyops

Buniapone amblyops (лат. ) — вид муравьёв (Formicidae), единственный в составе монотипического рода Buniapone из подсемейства Ponerinae, который ранее включался в состав рода Pachycondyla. Южная и Юго-Восточная Азия.

## Распространение
Ориентальная область: Вьетнам, Индия, Индонезия, Китай, Малайзия, Таиланд.

## Этимология
Родовое название Buniapone дано в честь Orang Bunian, расы невидимых лесных существ (эльфов) в традиционном фольклоре Малайзии (где, в том числе, обитают эти лесные муравьи).

## Описание
Среднего размера муравьи. Длина рабочих особей от 5,5 до 6,5 мм, оранжевого цвета (крылатые самки до 1 см). Усики 12-члениковые. Глаза редуцированные, мелких размеров (содержат до 4 омматидиев), расположены в переднебоковой части головы. Метанотальная бороздка атрофированная. Проподеальные дыхальца яйцевидной формы. Петиоль чешуевидный. Мандибулы длинные и узкие субтреугольные, с 7 зубчиками на жевательном крае. Мезонотум слит с проподеумом, нотопроподеальный шов отсутствует. Проподеум без шипиков или зубцов. Стебелёк между грудкой и брюшком состоит из одного членика петиоля. Брюшко с перетяжкой между 1-м (A3) и 2-м (A4) сегментами. Обнаружены в подстилочном слое тропических лесов Юго-Восточной Азии. Хищники, гнезда земляные.

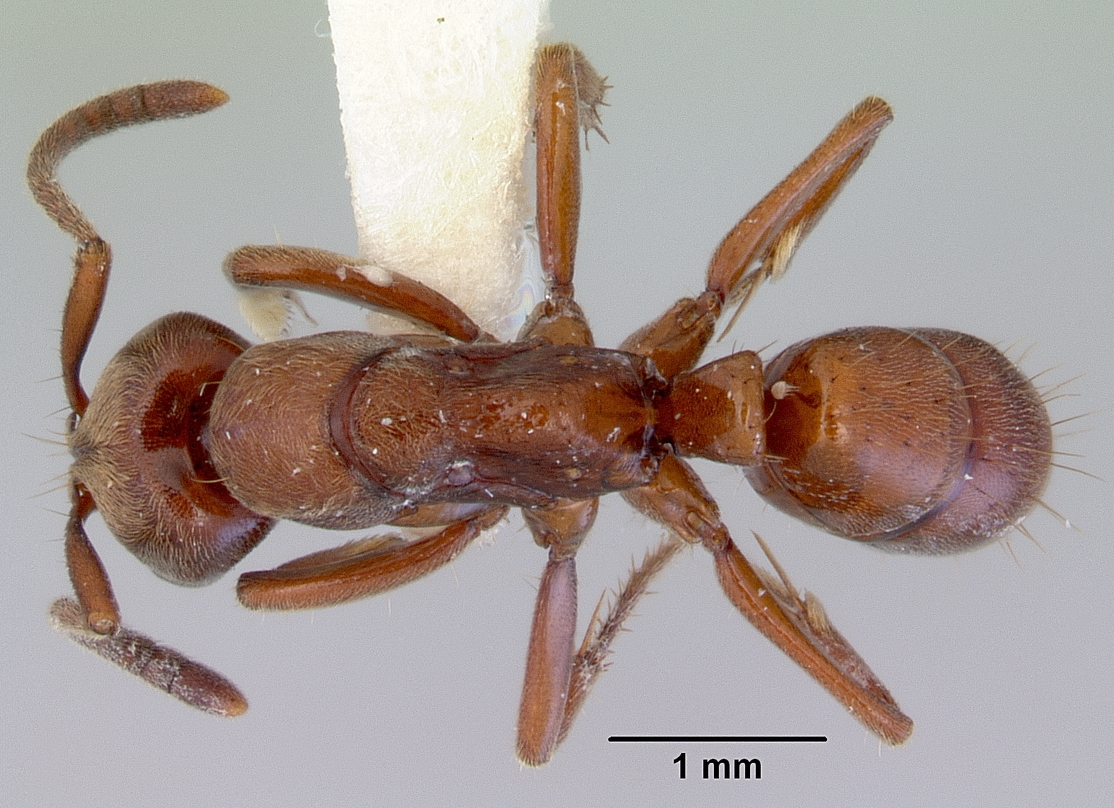
Buniapone amblyops

## Систематика
Вид Buniapone amblyops был впервые описан в 1887 году итальянским мирмекологом Карло Эмери под первоначальным названием Ponera amblyops Emery, 1887. Затем B. amblyops несколько раз менял своё таксономическое положение, в том числе с 1903 года входил в состав рода Pseudoponera, а с 1995 года включался в состав рода Pachycondyla. В 2009 году Крис Шмидт (Schmidt, 2009), проведя молекулярно-генетический филогенетический анализ подсемейства понерины выделил B. amblyops в отдельный род Buniapone Schmidt & Shattuck, 2014 и включил его в состав родовой группы Odontomachus genus group (Ponerini). Buniapone имеет конвергентное сходство с родами Cryptopone (Wadeura) и Promyopias, а также с Centromyrmex и Paltothyreus.